# Hof van Twente
Hof van Twente  (basso sassone: Hof van Tweante) è una municipalità di 35 464 abitanti dei Paesi Bassi nel sudest della provincia di Overijssel. Hof van Twente, situata nella regione geografica di Twente confina nell'est col comune di Hengelo, nel sudest col comune di Haaksbergen, nel sud col comune di Berkelland, nel sudovest col comune di Lochem, nel nordovest col comune di Rijssen-Holten, nel nord col comune di Wierden e nel nordest col comune di Almelo e Borne.
Creata il 1º gennaio 2001, il suo territorio è stato definito dall'unione  delle ex-municipalità di Diepenheim, Goor e Stad Delden e parte del territorio di Ambt Delden e Markelo.